# Alstroemeria andina
Alstroemeria andina este o specie de plante monocotiledonate din genul Alstroemeria, familia Alstroemeriaceae, descrisă de Rodolfo Amando Philippi.

## Subspecii
Această specie cuprinde următoarele subspecii:
- A. a. andina
- A. a. venustula